# 1941–1942-es magyar jégkorongbajnokság
A 6. első osztályú jégkorong bajnokság mérkőzéseit 1941. december 22. és 1942. március 4. között rendezték meg.
A szezon lebonyolításáról és a találkozók nagy részéről nem igazán maradtak fenn hiteles adatok. Annyi bizonyos, hogy a bécsi döntések következtében visszacsatolt területekről is vettek részt csapatok a bajnokságban. Valószínűleg az előző szezonhoz hasonlóan a selejtezőket megint több körzetben rendezték meg, majd ezek győztesei mérték össze tudásukat a döntőben. A körzetek közül egyedül a budapesti eredményei ismeretesek.
A szezon további érdekessége, hogy 1942. november 6-án a BKE csarnokában a jégkorong csapattal rendelkező egyesületek kiváltak a Magyar Korcsolyázó Szövetségből és létrehozták a Magyar Országos Jégkorong Szöveteséget.

## A budapesti körzet végeredménye
|    | Csapat          | M | GY | D | V | GK    | Pont |
| -- | --------------- | - | -- | - | - | ----- | ---- |
| 1. | BBTE            | 4 | 2  | 0 | 2 | 12–9  | 4    |
| 2. | BKE             | 4 | 2  | 0 | 2 | 11–9  | 4    |
| 3. | Ferencvárosi TC | 4 | 2  | 0 | 2 | 10–15 | 4    |

## Országos döntők
Elődöntők:  
BBTE - Csíkszeredai TE  11:0 (3:0, 8:0, 0:0)  BKE - Kolozsvári KE 4:0 (1:0, 2:0, 1:0)
Harmadik helyért: Kolozsvári KE - Csíkszeredai TE 2:0 (0:1, 0:0, 1:0, 1:0)
Döntő: BKE - BBTE: 4:0 (0:0, 0:0, 4:0)

## A bajnokság végeredménye
1. Budapesti Korcsolyázó Egylet

2. Budapesti Budai TE

3. Kolozsvári KE

4. Csíkszeredai TE

## A Budapesti Korcsolyázó Egylet bajnokcsapata
Bán József, Elek György, Endrei György Béla, Endrei Tamás, Erdődi Béla, Gosztonyi Béla, Hircsák István, Margó György, Móricz László, Ott Sándor